# Биньсянь
Бинься́нь (кит. упр. 宾县, пиньинь Bīn xiàn) — уезд города субпровинциального значения Харбин провинции Хэйлунцзян (КНР).

## История
В начале существования империи Цин эти земли входили в состав заповедных территорий. В 1861 году заповедный статус был снят, и власти начали привлекать поселенцев; в административном плане территория была подчинена Алошихэскому фудутунству. В 1880 году посёлок Вэйцзыгоу (苇子沟) как крупнейший населённый пункт в этих местах был избран месторасположением управляющих структур новосозданного Биньчжоуского комиссариата (宾州厅). Название «Биньчжоу» («область Бинь») было выбрано потому, что при империи Ляо в этих местах существовала административная единица с таким названием.
В 1902 году комиссариат был поднят в статусе до Биньчжоуского непосредственно управляемого комиссариата (宾州直隶厅), а в 1909 — до Биньчжоуской управы (宾州府), подвластная территория также существенно расширилась.
После Синьхайской революции управа в 1913 году была ликвидирована, а на землях бывшего Биньчжоуского комиссариата был создан уезд, вошедший в состав провинции Гирин. Так как и слово «чжоу» («округ, область»), и слово «сянь» («уезд») являлись терминами, обозначающими административные единицы, было решено, что их сочетание в одном названии было бы перебором, и иероглиф «чжоу» был в новое название не включён, в результате новый уезд получил название Бинь.
В 1931 году Маньчжурия была оккупирована японскими войсками, а в 1932 году было образовано марионеточное государство Маньчжоу-го. В 1934 году было введено деление Маньчжоу-го на 15 провинций и 1 особый город, и уезд Бинь оказался в составе провинции Биньцзян.
В 1945 году Маньчжурия была освобождена Советской армией. После войны правительство Китайской республики приняло программу нового административного деления Северо-Востока, и уезд Бинь оказался в составе провинции  Сунцзян. В 1954 году провинция Сунцзян была присоединена к провинции Хэйлунцзян. и уезд Бинь с 1958 года стал подчиняться правительству Харбина. В 1965 году уезд Бинь перешёл в подчинение Специального района Сунхуацзян, но в 1991 году возвращён в подчинение властям Харбина.

## Административное деление
Уезд Бинь делится на 12 посёлков и 5 волостей.
| №  | Название  | Название (кит.) | Статус  | Население чел. (2010) | На карте                         |
| -- | --------- | --------------- | ------- | --------------------- | -------------------------------- |
| 1  | Биньчжоу  | 宾州镇          | поселок | 124717                | 45°45′37″ с. ш. 127°29′39″ в. д. |
| 2  | Нинъюань  | 宁远镇          | поселок | 39508                 | 45°43′51″ с. ш. 127°54′58″ в. д. |
| 3  | Биньси    | 宾西镇          | поселок | 38968                 | 45°45′14″ с. ш. 127°09′35″ в. д. |
| 4  | Танфан    | 糖坊镇          | поселок | 35620                 | 45°54′37″ с. ш. 127°03′29″ в. д. |
| 5  | Чаньгань  | 常安镇          | поселок | 33789                 | 45°45′55″ с. ш. 127°50′28″ в. д. |
| 6  | Няохэ     | 鸟河乡          | волость | 30188                 | 45°54′08″ с. ш. 127°27′23″ в. д. |
| 7  | Биньань   | 宾安镇          | поселок | 29702                 | 45°50′33″ с. ш. 127°45′21″ в. д. |
| 8  | Шэнли     | 胜利镇          | поселок | 28890                 | 45°47′57″ с. ш. 128°02′47″ в. д. |
| 9  | Саньбао   | 三宝乡          | волость | 27679                 | 45°45′15″ с. ш. 127°40′10″ в. д. |
| 10 | Маньцзин  | 满井镇          | поселок | 25483                 | 45°54′44″ с. ш. 127°16′38″ в. д. |
| 11 | Синьдянь  | 新甸镇          | поселок | 23529                 | 45°55′10″ с. ш. 127°49′28″ в. д. |
| 12 | Цзюйжэнь  | 居仁镇          | поселок | 21349                 | 45°45′45″ с. ш. 127°16′53″ в. д. |
| 13 | Миньхэ    | 民和乡          | волость | 20836                 | 45°54′21″ с. ш. 127°33′44″ в. д. |
| 14 | Цзинцзянь | 经建乡          | волость | 20192                 | 45°49′01″ с. ш. 127°37′13″ в. д. |
| 15 | Пинфан    | 平坊镇          | поселок | 20066                 | 45°39′18″ с. ш. 127°31′41″ в. д. |
| 16 | Байду     | 摆渡镇          | поселок | 13826                 | 45°54′19″ с. ш. 128°09′02″ в. д. |
| 17 | Юнхэ      | 永和乡          | волость | 12988                 | 45°50′23″ с. ш. 127°05′17″ в. д. |